# Konstrukcja lekka
Konstrukcja lekka - konstrukcja samochodu (rama + nadwozie) wykonana z elementów lżejszych niż oryginalne. 
Efekt ten osiągnąć można poprzez wykonanie elementów z lżejszych stopów metali, lub dzięki mechanicznemu "odchudzeniu" już istniejących podzespołów. "Odchudzenia" dokonuje się za pomocą wycinania lub wywiercania dziur w elementach ramy, tam gdzie nie będzie naruszona główna struktura nośna, lub też za pomocą szlifowania całości (ramy jak i nadwozia, zmniejszając przy tym grubość każdego elementu z osobna, a co za tym idzie wagi całej konstrukcji.
"Odchudzanie" mechaniczne stosowano głównie w pierwszej połowie XX wieku, właściwie przez wszystkie zespoły fabryczne startujące w zawodach (m.in. Alfa Romeo, Mercedes, Maserati, itp.) 
Dziś w celu "odchudzenia" konstrukcji, używa się prawie wyłącznie elementów z włókna węglowego.